# Ceylalictus congoensis
Ceylalictus congoensis är en biart som beskrevs av Pesenko och Gregory B. Pauly 2005. Ceylalictus congoensis ingår i släktet Ceylalictus och familjen vägbin. Inga underarter finns listade i Catalogue of Life.

## Bildgalleri

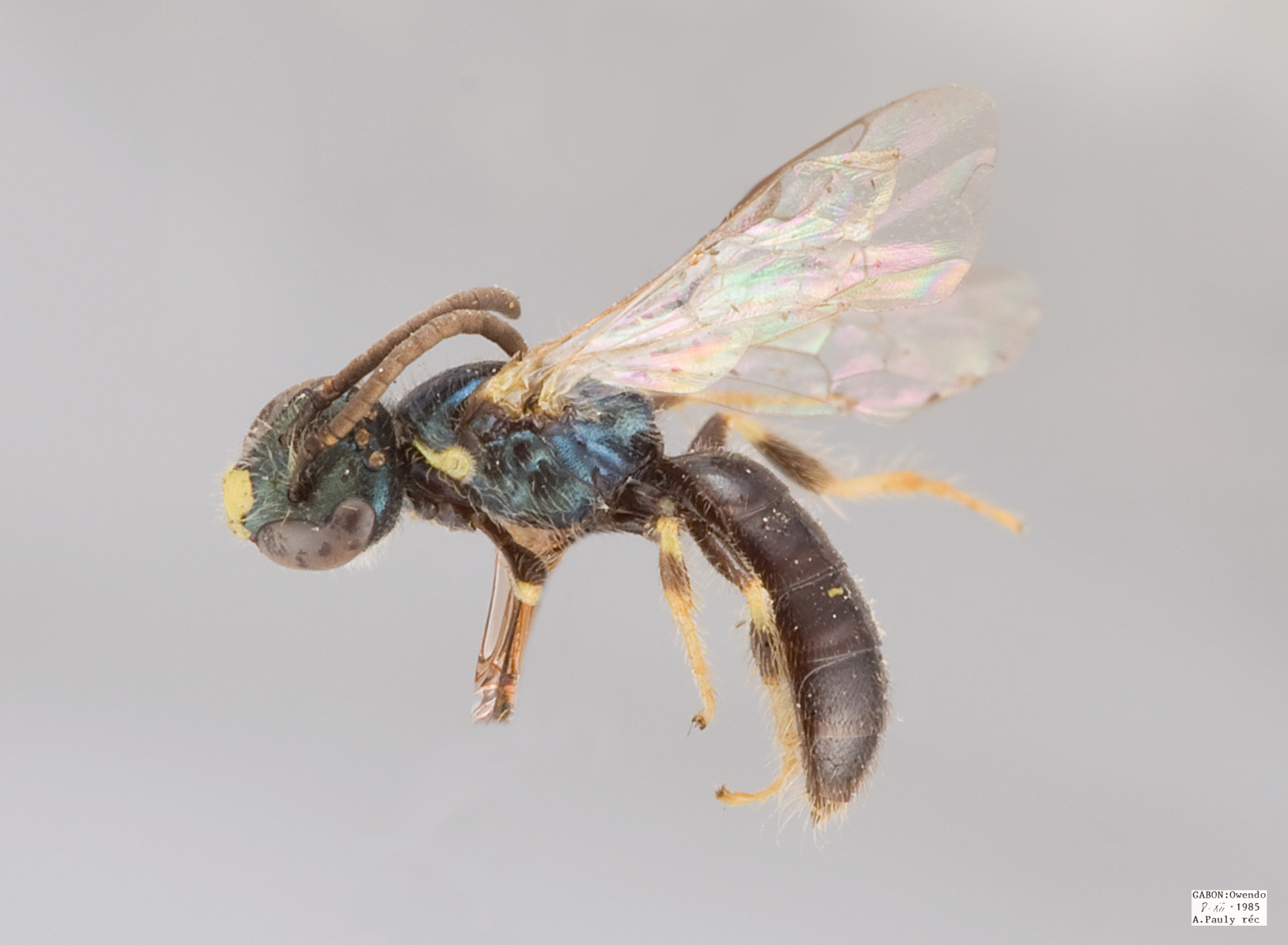